# Lepidium spinosum
Lepidium spinosum là một loài thực vật có hoa trong họ Cải. Loài này được Ard. mô tả khoa học đầu tiên năm 1764.